# Плай

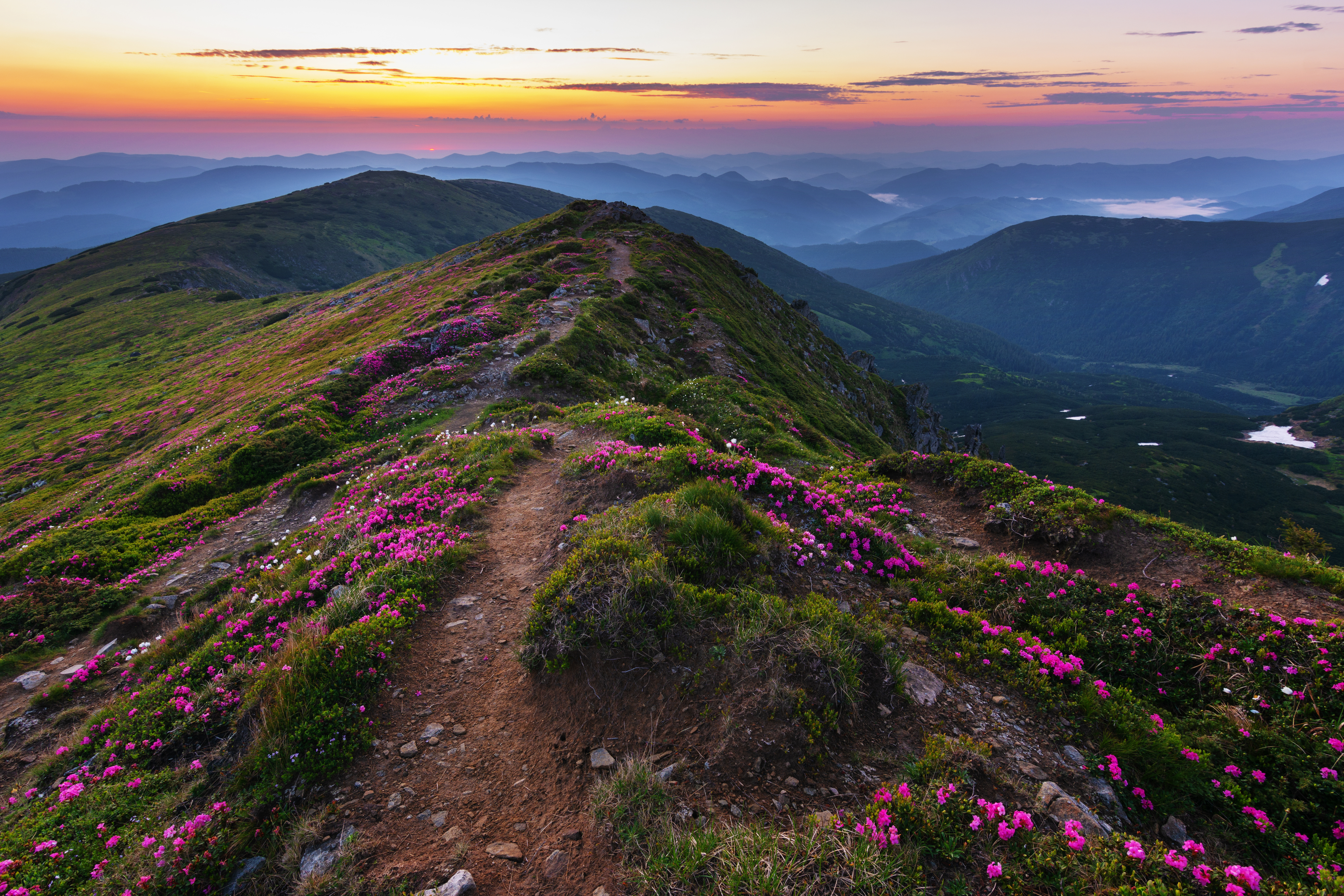
Плай в Карпатах

Плай — форма рельєфу, плескаті гребені гір, відгалужень головних хребтів з пасовищами і скотопрогінними стежками в Карпатах, зокрема на Закарпатті. Іноді плаєм називають невисокі гірські вершини на бокових хребтах. Також стежка в горах.